# Dohren (Harburg)
Pour l’article homonyme, voir Dohren (Emsland).
Dohren est une municipalité allemande du land de Basse-Saxe, située dans l'arrondissement de Harburg. En 2014, elle comptait 1 159 habitants.

## Source
- (de) Cet article est partiellement ou en totalité issu de l’article de Wikipédia en allemand intitulé « Dohren (Nordheide) » (voir la liste des auteurs).